# 점발사격
점발사격(点發射擊) 또는 점사(点射)는 어떠한 목표를 정하고 그 목표를 한 발씩 또는 몇 발씩 쏘는 것을 말한다. 만약 2발씩 쏘면 2점사, 세 발씩 쏘면 3점사라고 한다. 구식 소총의 경우 대부분 1점사, 2점사가 대부분이지만 현대에 쓰는 소총이나 기관단총의 경우 3점사를 채용하고 있다.
점사를 쓰면 실제로 효율성 있게 죽일수 있고 또 반동이 줄어든다.